# Fatin Abdel Wahab
Fatin Abdel Wahab (1913 – Beirut, 1972) è stato un regista egiziano.

## Biografia
Laureato nel 1939 alla Scuola Militare, diede le dimissioni dall'Esercito nel 1954, intraprendendo la carriera di regista cinematografico. Iniziò a lavorare nel cinema come aiuto regista.

## Vita privata
Fu sposato alla cantante e attrice Layla Murad, stella degli anni quaranta, da cui divorziò nel 1969.

## Filmografia parziale
- Nadia (1949)
- El banat waal saif, co-regia di Salah Abouseif e Ezz El Dine Zulficar (1960)
- Ah min hawaa (1962)